# 213 a.C.

## Eventos
- Quinto Fábio Máximo e Tibério Semprônio Graco, este pela segunda vez, cônsules romanos.[1]
- Caio Cláudio Centão é nomeado ditador para organizar as eleições e escolhe Quinto Fúlvio Flaco como seu mestre da cavalaria (magister equitum).[1]
- Sexto ano da Segunda Guerra Púnica:
  - Continua o Cerco de Siracusa. Marco Cláudio Marcelo marcha pela Sicília.
  - Segundo ano da Primeira Guerra Macedônica.

## Nascimentos
- Imperador Kaika - 9º Imperador do Japão [2]